# OnlySee
OnlySee é o álbum de estreia da cantora e compositora australiana Sia Furler, lançado em 23 de Dezembro de 1997, depois de deixar a banda de acid jazz Adelaide Crisp. Ao contrário de seus álbuns posteriores, OnlySee foi comercializado sob o seu nome completo: Sia Kate Isobelle Furler, ao invez de simplesmente "Sia". Foi produzido por Jesse Flavell e lançado pela gravadora australiana Flavoured Records Label. A música "Soon" foi gravada novamente por Sia como "Sober and Unkissed" e apareceu em seu próximo álbum Healing Is Difficult. OnlySee está atualmente esgotado em todo o mundo, mas atualmente pode se encontrar versões digitais do álbum e vídeos pela internet.

## Alinhamento das Faixas
| N.º            | Título                     | Compositor(es)            | Duração |  |
| 1.             | "Don't Get Me Started"     | Jesse Flavell             | 5:33    |  |
| 2.             | "I Don't Want to Want You" | Jesse Flavell, Sia Furler | 5:02    |  |
| 3.             | "Onlysee"                  | Sia Furler                | 4:14    |  |
| 4.             | "Stories"                  | Jesse Flavell, Sia Furler | 4:40    |  |
| 5.             | "Madlove"                  | Sia Furler                | 1:13    |  |
| 6.             | "A Situation"              | Jesse Flavell             | 4:21    |  |
| 7.             | "Shadow"                   | Jesse Flavell             | 3:47    |  |
| 8.             | "Asrep Onosim"             | Jesse Flavell, Sia Furler | 6:01    |  |
| 9.             | "Take It to Heart"         | Jesse Flavell             | 4:37    |  |
| 10.            | "Beautiful Reality"        | Jesse Flavell             | 4:31    |  |
| 11.            | "Soon"                     | Jesse Flavell, Sia Furler | 2:39    |  |
| 12.            | "One More Shot"            | Jesse Flavell             | 3:36    |  |
| 13.            | "Tripoutro"                | Sia Furler                | 2:01    |  |
| Duração total: | Duração total:             | Duração total:            | 52:15   |  |

Créditos escritos de acordo com a capa do álbum